# Gérard Roosen
Gérard Roosen (* 1869 in Löwen; † 1935 in Woluwe-Saint-Lambert/Sint-Lambrechts-Woluwe) war ein belgischer Maler.

## Leben

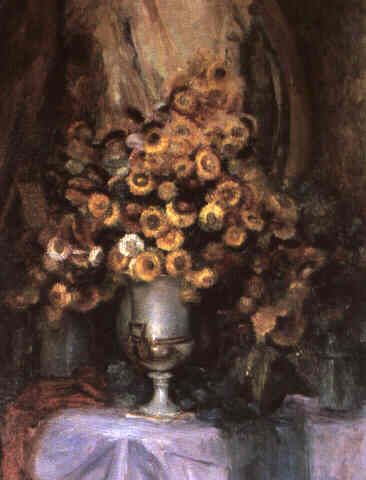
Strohblumen (Immortelles), Öl auf Leinwand.

Roosen begann als Zeichner und Graveur, der Malerei wandte er sich erst um 1920 zu. Seine bevorzugten Motive waren Stillleben mit Blumen, Landschaften sowie einige Frauenakte im spätimpressionistischen Stil. 
Der Künstler studierte an den  Akademien für Bildende Kunst in Löwen und Brüssel. Er war Schüler des niederländischen Malers Jean Laudy. 

## Werke (Auswahl)
- Vase de roses
- Nu au divan
- Vase fleuri de roses
- Vases fleuris d’oeillets
- Jeune femme nue de face